# Al soldo di tutte le bandiere
Al soldo di tutte le bandiere (You Can't Win 'Em All) è un film del 1970 diretto da Peter Collinson, con Charles Bronson e Tony Curtis.

## Trama
Nel 1922, la Turchia è dilaniata dalla lotta tra i fedeli del sultano e i rivoluzionari. Un avventuriero statunitense, Adam Dyer, dopo un breve soggiorno nel luogo, decide di mettersi in società con una banda di contrabbandieri americani, guidati da un certo Josh Corey.
Ben presto i due diventeranno amici, ma la guerra civile si farà sempre più dura, e il gruppo dovrà scegliere se vendere armi e, quindi, se schierarsi dalla parte del sultano o da quella di rivoluzionari.
In un susseguirsi di intrecci politici e scontri mozzafiato, i due, assieme ai soldati del governatore di una provincia turca, decideranno di scortare su un treno le figlie di quest'ultimo, assieme ad un misterioso carico, che si rivelerà, in seguito, essere composto da lingotti d'oro pregiato. 
Frattanto, però, i due si ritroveranno bloccati a combattere assieme alle forze governative al porto di Smirne, dove era ancorata un'imbarcazione di Dyer.
Nello scontro sanguinoso, il porto verrà incendiato e i ribelli prenderanno il controllo della città.
Poco tempo dopo, ci sarà il colpo di Stato da parte dei rivoluzionari e verrà proclamata la repubblica, con a capo Mustafa Kemal Atatürk. 
Adam e Josh verranno così bloccati dalle nuove forze turche, e, in una serie di simpatici equivoci, verranno portati al cospetto dello stesso Atatürk, grazie al quale, per una serie di "servizi" resi al suo governo, e, per mezzo anche, della conoscenza della sua amante, verranno graziati e spediti su un'imbarcazione americana, come mozzi.

## Critica
Secondo il Morandini si tratta di un film tratto da una "convenzionale e disorganica sceneggiatura di Leo V. Gordon, che mescola goffamente avventura e umorismo".
A parere del sito Libero Cinema, tuttavia, va specificato che "Abbastanza accurata è la ricostruzione ambientale e temporale, così come è apprezzabile è la carica spettacolare di alcune sequenze di battaglia".